# جون إيكولز
جون إيكولز هو محامي وسياسي أمريكي، ولد في 20 مارس 1823 في لينشبرغ في الولايات المتحدة، وتوفي في 24 مايو 1896 في ستونتون في الولايات المتحدة. انتخب عضو مجلس نواب فرجينيا ‏.